# Словакия на летних Олимпийских играх 2024

## Медали
| Медаль | Спортсмен(ы) | Вид спорта     | Дисциплина     | Дата    |
| ------ | ------------ | -------------- | -------------- | ------- |
| Бронза | Матей Бенюш  | Гребной слалом | Каноэ-одиночка | 29 июля |

| Вид спорта                  | 1 | 2 | 3 | Всего |
| Гребля на байдарках и каноэ | 0 | 0 | 1 | 1     |

| Медали по датам | Медали по датам | Медали по датам | Медали по датам | Медали по датам | Медали по датам |
| --------------- | --------------- | --------------- | --------------- | --------------- | --------------- |
| Дата            | 1               | 2               | 3               | Всего           |                 |
| 29 июля         | 0               | 0               | 1               | 1               |                 |

## Квалификация
| № п/п | Вид спорта                  | Мужчины        | Мужчины                | Женщины        | Женщины                | Всего          | Всего                  |
| № п/п | Вид спорта                  | Завоевано квот | Количество спортсменов | Завоевано квот | Количество спортсменов | Завоевано квот | Количество спортсменов |
| ----- | --------------------------- | -------------- | ---------------------- | -------------- | ---------------------- | -------------- | ---------------------- |
| 1     | Бокс                        |                |                        | 1              | 1                      | 1              | 1                      |
| 2     | Борьба                      | 1              | 1                      |                |                        | 1              | 1                      |
| 3     | Велоспорт                   | 1              | 1                      | 2              | 1                      | 3              | 2                      |
| 4     | Гребля на байдарках и каноэ | 4              | 2                      | 4              | 2                      | 8              | 4                      |
| 5     | Дзюдо                       | 1              | 1                      |                |                        | 1              | 1                      |
| 6     | Лёгкая атлетика             | 1              | 1                      | 5              | 4                      | 7              | 5                      |
| 7     | Настольный теннис           | 1              | 1                      |                |                        | 1              | 1                      |
| 8     | Парусный спорт              | 1              | 1                      |                |                        | 1              | 1                      |
| 9     | Плавание                    | 1              | 1                      | 1              | 1                      | 2              | 2                      |
| 10    | Скейтбординг                | 1              | 1                      |                |                        | 1              | 1                      |
| 11    | Стрельба                    | 4              | 3                      | 3              | 3                      | 7              | 6                      |
| 12    | Стрельба из лука            |                |                        | 1              | 1                      | 1              | 1                      |
| 13    | Теннис                      |                |                        | 1              | 1                      | 1              | 1                      |
|       | ИТОГО                       | 16             | 13                     | 18             | 14                     | 35             | 27                     |

## Состав команды
Бокс
1. Джессика Трьебелёва[англ.]

 Борьба
Вольная борьба
1. Таймураз Салказанов

Велоспорт
 Шоссейный велоспорт
1. Лукаш Кубиш[англ.]
2. Нора Енчусова[англ.]

Гребля на байдарках и каноэ
 Гребной слалом
1. Матей Бенюш[англ.]
2. Якуб Григар[англ.]
3. Сюзана Панькова[англ.]
4. Элишка Минталова[англ.]

 Дзюдо
1. Мариус Физель[англ.]

 Лёгкая атлетика
1. Доминик Черны[англ.]
2. Виктория Форстер[англ.]
3. Габриела Гаянова[англ.]
4. Мария Чакова[англ.]
5. Хана Бурзалова[англ.]

 Настольный теннис
1. Ван Ян[англ.]

 Парусный спорт
1. Роберт Кубин[англ.]

 Плавание
1. Матей Душа[англ.]
2. Тамара Потоцка[англ.]

 Скейтбординг
1. Рихард Тури[англ.]

 Стрельба
1. Патрик Яни[англ.]
2. Юрай Тужинский
3. Мариан Ковачоци[англ.]
4. Зузана Рехак-Штефечекова
5. Ванеса Гоцкова[англ.]
6. Данка Бартекова

 Стрельба из лука
1. Дениса Баранкова

 Теннис
1. Анна Каролина Шмидлова

## Бокс
Словакия завоевала одно место в женский олимпийские турниры по боксу на Втором мировом квалификационном турнире 2024 года в Бангкоке, Таиланд.
| Спортсмен           | Категория        | 1/16 финала                 | 1/8 финала            | Четвертьфиналы        | Полуфиналы            | Финал                 | Финал                 |
| Спортсмен           | Категория        | Соперник Результат          | Соперник Результат    | Соперник Результат    | Соперник Результат    | Соперник Результат    | Место                 |
| ------------------- | ---------------- | --------------------------- | --------------------- | --------------------- | --------------------- | --------------------- | --------------------- |
| Джессика Трьебелёва | Женщины до 66 кг | MOZАльсинда Пангуана 0П 0–5 | завершила выступление | завершила выступление | завершила выступление | завершила выступление | завершила выступление |

## Борьба
Словакия завоевала одно место в мужской турнир по вольной борьбе на Мировом квалификационном турнире 2024 года в Стамбуле, Турция.
Вольная борьба
| Спортсмен           | Категория        | 1/8 финала                 | Четвертьфиналы     | Полуфиналы         | Утеш.поединки                       | Финал / За 3 место   | Финал / За 3 место |
| Спортсмен           | Категория        | Соперник Результат         | Соперник Результат | Соперник Результат | Соперник Результат                  | Соперник Результат   | Место              |
| ------------------- | ---------------- | -------------------------- | ------------------ | ------------------ | ----------------------------------- | -------------------- | ------------------ |
| Таймураз Салказанов | Мужчины до 74 кг | UZBРазамбек Жамалов П 3–11 | —                  | —                  | AINМагомедхабиб Кадимагомедов П 6–6 | завершил выступление | 10                 |

## Велоспорт

### Шоссейные велогонки
Словакия получила по рейтингу UCI по одному месту в мужской и женской групповых гонках на шоссе. Также Словакия получила одно место в женской индивидуальной гонке с раздельным стартом в результате перераспределения квот.
| Спортсмен     | Дисциплина                 | Время    | Место |
| ------------- | -------------------------- | -------- | ----- |
| Лукаш Кубиш   | Групповая гонка, мужчины   | 6:23.16  | 29    |
| Нора Енчусова | Групповая гонка, женщины   | 4:10.47  | 71    |
| Нора Енчусова | Гонка с раздельным стартом | 44.22,30 | 25    |

## Гребля на байдарках и каноэ

### Гребной слалом
Словакия завоевала Чемпионате мира по гребному слалому в Лондоне, Великобритания максимальную квоту на участие в олимпийских соревнованиях по гребному слалому, получив право выставить по одной лодке в мужских и женских соревнованиях на байдарках и каноэ, а также автоматически в кроссе на байдарках у мужчин и женщин.
Мужчины
| Спортсмен   | Дисциплина        | Заезды    | Заезды | Заезды    | Заезды | Заезды       | Заезды | Полуфинал | Полуфинал | Финал | Финал |
| Спортсмен   | Дисциплина        | 1 попытка | Место  | 2 попытка | Место  | Лучшее время | Место  | Время     | Место     | Время | Место |
| ----------- | ----------------- | --------- | ------ | --------- | ------ | ------------ | ------ | --------- | --------- | ----- | ----- |
| Якуб Григар | Байдарка-одиночка | 87,10     | 6      | 91,80     | 15     | 87,10        | 9 SF   | 92,00     | 5 F       | 90,21 | 6     |
| Матей Бенюш | Каноэ-одиночка    | 100,28    | 15     | 94,91     | 5      | 94,91        | 11 SF  | 102,59    | 11 F      | 97,03 | 3     |

Женщины
| Спортсмен        | Дисциплина        | Заезды    | Заезды | Заезды    | Заезды | Заезды       | Заезды | Полуфинал | Полуфинал | Финал  | Финал |
| Спортсмен        | Дисциплина        | 1 попытка | Место  | 2 попытка | Место  | Лучшее время | Место  | Время     | Место     | Время  | Место |
| ---------------- | ----------------- | --------- | ------ | --------- | ------ | ------------ | ------ | --------- | --------- | ------ | ----- |
| Элишка Минталова | Байдарка-одиночка | 95,67     | 3      | 99,76     | 18     | 95,67        | 9 SF   | 103,07    | 6 F       | 102,98 | 9     |
| Сюзана Панькова  | Каноэ-одиночка    | 103,27    | 4      | 105,71    | 5      | 103,27       | 4 SF   | 115,59    | 9 F       | 111,07 | 4     |

Кросс на байдарках
| Спортсмен        | Категория | Квалиф. время | Место | 1 круг | Утеш. заезды | 2 круг                | Четвертьфиналы        | Полуфиналы            | Финал                 | Место |
| ---------------- | --------- | ------------- | ----- | ------ | ------------ | --------------------- | --------------------- | --------------------- | --------------------- | ----- |
| Матей Бенюш      | Мужчины   | 73,54         | 23    | 3 R    | 3            | завершил выступление  | завершил выступление  | завершил выступление  | завершил выступление  | 34    |
| Якуб Григар      | Мужчины   | 71,18         | 19    | 2 Q    | —            | 2 Q                   | 2 Q                   | 3 Q FB                | 2                     | 6     |
| Сюзана Панькова  | Женщины   | 79,36         | 30    | 3 R    | 3            | завершила выступление | завершила выступление | завершила выступление | завершила выступление | 35    |
| Элишка Минталова | Женщины   | 75,26         | 20    | 2 Q    | —            | 4                     | завершила выступление | завершила выступление | завершила выступление | 27    |

## Дзюдо
Словакия получила по рейтингу IJF одно место в мужских соревнованиях.
| Спортсмен     | Категория            | 1/16 финала        | 1/8 финала                | Четвертьфиналы          | Полуфиналы           | Утеш. поединки       | Финал / За 3 место   | Финал / За 3 место   |                      |
| Спортсмен     | Категория            | Соперник Результат | Соперник Результат        | Соперник Результат      | Соперник Результат   | Соперник Результат   | Соперник Результат   | Место                |                      |
| ------------- | -------------------- | ------------------ | ------------------------- | ----------------------- | -------------------- | -------------------- | -------------------- | -------------------- | -------------------- |
| Мариус Физель | Мужчины свыше 100 кг | —                  | FIJДжерард Такаява В 10–0 | UZBАлишер Юсупов П 0–10 | завершил выступление | завершил выступление | завершил выступление | завершил выступление | завершил выступление |

## Легкая атлетика
Словацкие легкоатлеты выполнили нормативы для участия в Играх 2024 года, пройдя прямую квалификацию или по мировому рейтингу, в следующих соревнованиях (максимум по 3 спортсмена в каждом):
Мужчины
| Спортсмен     | Дисциплина      | Забеги    | Забеги | Утеш. забеги | Утеш. забеги | Полуфиналы | Полуфиналы | Финал     | Финал |
| Спортсмен     | Дисциплина      | Результат | Место  | Результат    | Место        | Результат  | Место      | Результат | Место |
| ------------- | --------------- | --------- | ------ | ------------ | ------------ | ---------- | ---------- | --------- | ----- |
| Доминик Черны | Ходьба на 20 км | —         | —      | —            | —            | —          | —          | 1:23.25   | 34    |

Женщины
| Спортсмен        | Дисциплина      | Забеги    | Забеги | Утеш. забеги          | Утеш. забеги          | Полуфиналы            | Полуфиналы            | Финал                 | Финал                 |
| Спортсмен        | Дисциплина      | Результат | Место  | Результат             | Место                 | Результат             | Место                 | Результат             | Место                 |
| ---------------- | --------------- | --------- | ------ | --------------------- | --------------------- | --------------------- | --------------------- | --------------------- | --------------------- |
| Виктория Форстер | 100 м           | 11,44     | 6      | завершила выступление | завершила выступление | завершила выступление | завершила выступление | завершила выступление | завершила выступление |
| Виктория Форстер | 100 м с/б       | 13,08     | 6 R    | 12,88                 | 3                     | завершила выступление | завершила выступление | завершила выступление | завершила выступление |
| Габриела Гаянова | 800 м           | 2.00,29   | 2 Q    | —                     | —                     | 1.58,22 NR            | 11                    | завершила выступление | завершила выступление |
| Мария Чакова     | Ходьба на 20 км | —         | —      | —                     | —                     | —                     | —                     | 1:34.46               | 34                    |
| Хана Бурзалова   | Ходьба на 20 км | —         | —      | —                     | —                     | —                     | —                     | 1:36.12               | 37                    |

Микст
| Спортсмен                    | Дисциплина      | Финал     | Финал |
| Спортсмен                    | Дисциплина      | Результат | Место |
| ---------------------------- | --------------- | --------- | ----- |
| Доминик Черны Хана Бурзалова | Ходьба эстафета | 3:03.54   | 18    |

## Настольный теннис
Словакия завоевала одно место в мужских индивидуальных соревнованиях на Европейском квалификационном турнире 2024 года в Сараево, Босния и Герцеговина.
| Спортсмен | Дисциплина     | 1/32 финала         | 1/16 финала          | 1/8 финала           | Четвертьфиналы       | Полуфиналы           | Финал / За 3 место   | Финал / За 3 место   |
| Спортсмен | Дисциплина     | Соперник Результат  | Соперник Результат   | Соперник Результат   | Соперник Результат   | Соперник Результат   | Соперник Результат   | Место                |
| --------- | -------------- | ------------------- | -------------------- | -------------------- | -------------------- | -------------------- | -------------------- | -------------------- |
| Ван Ян    | Мужчины личное | CHNВан Чуцинь П 1–4 | завершил выступление | завершил выступление | завершил выступление | завершил выступление | завершил выступление | завершил выступление |

## Парусный спорт
Словакия получила право выставить одну лодку через программу Emerging Nations.
Гонки с выбыванием
| Спортсмен    | Дисциплина     | Предварительные гонки | Предварительные гонки | Предварительные гонки | Предварительные гонки | Предварительные гонки | Предварительные гонки | Предварительные гонки | Предварительные гонки | Предварительные гонки | Предварительные гонки | Предварительные гонки | Предварительные гонки | Предварительные гонки | Предварительные гонки | Предварительные гонки | 1/4 финала           | Полуфинал            | Полуфинал            | Полуфинал            | Полуфинал            | Полуфинал            | Полуфинал            | Полуфинал            | Полуфинал            | Финал                | Финал                | Финал                | Финал                | Финал                | Финал                | Финал                | Финал                |
| Спортсмен    | Дисциплина     | 1                     | 2                     | 3                     | 4                     | 5                     | 6                     | 7                     | 8                     | 9                     | 10                    | 11                    | 12                    | 13                    | Сумма                 | Место                 | Место                | 1                    | 2                    | 3                    | 4                    | 5                    | 6                    | Всего                | Место                | 1                    | 2                    | 3                    | 4                    | 5                    | 6                    | Всего                | Место                |
| ------------ | -------------- | --------------------- | --------------------- | --------------------- | --------------------- | --------------------- | --------------------- | --------------------- | --------------------- | --------------------- | --------------------- | --------------------- | --------------------- | --------------------- | --------------------- | --------------------- | -------------------- | -------------------- | -------------------- | -------------------- | -------------------- | -------------------- | -------------------- | -------------------- | -------------------- | -------------------- | -------------------- | -------------------- | -------------------- | -------------------- | -------------------- | -------------------- | -------------------- |
| Роберт Кубин | Мужчины IQFoil | 19                    | 10                    | 16                    | 18                    | 23                    | 21                    | 14                    | 21                    | 19                    | 22                    | 20                    | 20                    | 20                    | 198                   | 23                    | завершил выступление | завершил выступление | завершил выступление | завершил выступление | завершил выступление | завершил выступление | завершил выступление | завершил выступление | завершил выступление | завершил выступление | завершил выступление | завершил выступление | завершил выступление | завершил выступление | завершил выступление | завершил выступление | завершил выступление |

## Плавание
Словакия получила по одному универсальному месту в мужские и женские соревнования пловцов.
| Спортсмен      | Дисциплина                 | Заплывы | Заплывы | Полуфиналы            | Полуфиналы            | Финал                 | Финал                 |
| Спортсмен      | Дисциплина                 | Время   | Место   | Время                 | Место                 | Время                 | Место                 |
| -------------- | -------------------------- | ------- | ------- | --------------------- | --------------------- | --------------------- | --------------------- |
| Матей Душа     | Мужчины 50 м вольный стиль | 22,64   | 39      | завершил выступление  | завершил выступление  | завершил выступление  | завершил выступление  |
| Тамара Потоцка | Женщины 200 м комплекс     | 2.14,20 | 23      | завершила выступление | завершила выступление | завершила выступление | завершила выступление |

## Скейтбординг
Словакия получила одно место в мужские соревнования в дисциплине стрит на основании Олимпийского рейтинга OWSR.
| Спортсмен   | Дисциплина    | Заезд  | Заезд | Финал  | Финал |
| Спортсмен   | Дисциплина    | Счет   | Место | Счет   | Место |
| ----------- | ------------- | ------ | ----- | ------ | ----- |
| Рихард Тури | Мужчины стрит | 257,99 | 8 Q   | 273,98 | 5     |

## Стрельба
Словакия завоевала шесть мест в различных дисциплинах олимпийского турнира по стрельбе на разных этапах отбора, включая Чемпионат мира по стендовой стрельбе 2022 года в Осиеке, Хорватия, Чемпионат мира по стрельбе 2023 года в Баку, Азербайджан, Чемпионат Европы в дисциплинах на 10 м 2023 года в Таллине, Эстония и Чемпионат Европы в дисциплинах на 10 м 2024 года в Дьёре, Венгрия. Еще одну квоту в мужской винтовке Словакия получила благодаря квалификации стрелка в другой дисциплине согласно правилам ISSF.
| Спортсмен                | Дисциплина                                  | Квалификация | Квалификация | Финал                 | Финал                 |
| Спортсмен                | Дисциплина                                  | Баллы        | Место        | Баллы                 | Место                 |
| ------------------------ | ------------------------------------------- | ------------ | ------------ | --------------------- | --------------------- |
| Патрик Яни               | Винтовка из трёх положений, 50 метров       | 589-34x      | 10           | завершил выступление  | завершил выступление  |
| Патрик Яни               | Пневматическая винтовка, 10 метров, мужчины | 628          | 20           | завершил выступление  | завершил выступление  |
| Юрай Тужинский           | Пневматический пистолет, 10 м, мужчины      | 571          | 25           | завершил выступление  | завершил выступление  |
| Мариан Ковачоци          | Трап, мужчины                               | 117          | 26           | завершил выступление  | завершил выступление  |
| Зузана Рехак-Штефечекова | Трап, женщины                               | 117          | 12           | завершила выступление | завершила выступление |
| Ванеса Гоцкова           | Скит, женщины                               | 121          | 4 Q          | 34                    | 4                     |
| Данка Бартекова          | Скит, женщины                               | 120          | 6 Q          | 17                    | 6                     |

## Стрельба из лука
Словакия завоевала одну квоту на участие в женских соревнованиях по стрельбе из лука по результатам Финального квалификационного турнира 2024 года в Анталии, Турция.
| Спортсмен        | Дисциплина                        | Предварительный раунд | Предварительный раунд | 1/32 финала          | 1/16 финала           | 1/8 финала            | Четвертьфиналы        | Полуфиналы            | Финал / За 3 место    | Финал / За 3 место    |
| Спортсмен        | Дисциплина                        | Результат             | Посев                 | Соперник Счет        | Соперник Счет         | Соперник Счет         | Соперник Счет         | Соперник Счет         | Соперник Счет         | Место                 |
| ---------------- | --------------------------------- | --------------------- | --------------------- | -------------------- | --------------------- | --------------------- | --------------------- | --------------------- | --------------------- | --------------------- |
| Дениса Баранкова | Женщины индивидуальное первенство | 636                   | 48                    | FRAАмели Кордо П 3–7 | завершила выступление | завершила выступление | завершила выступление | завершила выступление | завершила выступление | завершила выступление |

## Теннис
Словакия получила одно место в одиночный женский турнир по рейтингу WTA.
| Спортсмен              | Дисциплина        | 1/32 финала               | 1/16 финала                       | 1/8 финала                        | Четвертьфиналы                   | Полуфиналы                | Финал / За 3 место        | Финал / За 3 место |
| Спортсмен              | Дисциплина        | Соперник Счёт             | Соперник Счёт                     | Соперник Счёт                     | Соперник Счёт                    | Соперник Счёт             | Соперник Счёт             | Место              |
| ---------------------- | ----------------- | ------------------------- | --------------------------------- | --------------------------------- | -------------------------------- | ------------------------- | ------------------------- | ------------------ |
| Анна Каролина Шмидлова | Женщины одиночный | GBRКэти Бултер В 6–4, 6–2 | BRAБеатрис Хаддад Майя В 6–4, 6–4 | ITAЖасмин Паолини В 7–5, 3–6, 7–5 | CZEБарбора Крейчикова В 6–4, 6–2 | CROДонна Векич П 4–6, 0–6 | POLИга Свёнтек П 2–6, 1–6 | 4                  |